# Бархув
Бархув (пол. Barchów) — село в Польщі, у гміні Лохув Венґровського повіту Мазовецького воєводства.
Населення — 471 особа (2011).
У 1975-1998 роках село належало до Седлецького воєводства.

## Демографія
Демографічна структура станом на 31 березня 2011 року:
|          | Загалом | Допрацездатний вік | Працездатний вік | Постпрацездатний вік |
| -------- | ------- | ------------------ | ---------------- | -------------------- |
| Чоловіки | 241     | 45                 | 160              | 36                   |
| Жінки    | 230     | 37                 | 129              | 64                   |
| Разом    | 471     | 82                 | 289              | 100                  |